# Guhang-myeon
Guhang-myeon (koreanska: 구항면) är en socken i kommunen Hongseong-gun i provinsen Södra Chungcheong i Sydkorea, 110 km söder om huvudstaden Seoul.